# Bacchisa atritarsis
Bacchisa atritarsis là một loài bọ cánh cứng trong họ Cerambycidae.